# 多纳托·阿恰约利
多纳托·阿恰约利（Donato Acciaiuoli，1429年—1478年），文艺复兴时期欧洲佛罗伦萨学者。他把古罗马历史学家普鲁塔克所作的《希腊、罗马名人传记》翻译成为拉丁文，并且还著有关于古代人物传记的著作。

## 扩展阅读
- 本条目包含来自公有领域出版物的文本: Chisholm, Hugh (编). .  (第11版). London: Cambridge University Press. 1911.